# B' Katīgoria 2013-2014
La B' Katīgoria 2013-2014 (in Β΄ κατηγορία 2013-2014 è stata la 59ª edizione della B' Katīgoria, seconda divisione del campionato cipriota di calcio. Ha visto la vittoria finale dell'Agia Napa e la promozione anche dell'Othellos Athīainou.

## Formula
Per la prima volta il campionato era diviso in due sottogruppi che costituivano, di fatto, due differenti livelli del campionato: in pratica le prime due del girone B1 erano promosse nella A' Katīgoria 2014-2015, mentre le prime due del Girone B2 salivano in B1.
Erano inoltre previste ben quattro retrocessioni per girone: le ultime 4 di B1 finivano in B2, le ultime 4 di B2 finivano in G' Katīgoria.

## Girone B1

### Classifica finale
|  | Pos. | Squadra             | Pt | G  | V  | N | P  | GF | GS | DR  |
|  | ---- | ------------------- | -- | -- | -- | - | -- | -- | -- | --- |
|  | 1    | Agia Napa           | 63 | 28 | 19 | 6 | 3  | 58 | 29 | +29 |
|  | 2    | Othellos Athīainou  | 55 | 28 | 17 | 4 | 7  | 55 | 25 | +30 |
|  | 3    | Anagennīsī Deryneia | 51 | 28 | 16 | 3 | 9  | 67 | 36 | +31 |
|  | 4    | Omonia Aradippou    | 45 | 28 | 13 | 6 | 9  | 41 | 33 | +8  |
|  | 5    | N&S Erīmīs          | 33 | 28 | 10 | 3 | 15 | 48 | 49 | -1  |
|  | 6    | Olympiakos Nicosia  | 23 | 28 | 9  | 2 | 17 | 36 | 43 | -7  |
|  | 7    | APEP Pitsilia       | 19 | 28 | 6  | 4 | 18 | 22 | 61 | -39 |
|  | 8    | AEP Paphos          | -8 | 28 | 6  | 4 | 18 | 24 | 75 | -51 |

### Verdetti
- Agia Napa e Othellos Athīainou promossi in A' Katīgoria 2014-2015.
- N&S Erīmīs, Olympiakos Nicosia, APEP Pitsilia e AEP Paphos retrocessi in B2